# Discografia de Brad Paisley
A discografia de Brad Paisley, cantor norte-americano, consiste em oito álbuns de estúdio, dua compilações, vinte e quatro vídeoclipes e vinte e oito singles oficiais.

## Álbuns de estúdio
| Ano                                                        | Detalhes                                                               | Posições nas paradas | Posições nas paradas | Posições nas paradas | Posições nas paradas | Posições nas paradas | Posições nas paradas | Certificações (vendas) |
| Ano                                                        | Detalhes                                                               | US Country           | Billboard 200        | CAN Country          | CAN                  | AUS Country          | AUS                  | Certificações (vendas) |
| ---------------------------------------------------------- | ---------------------------------------------------------------------- | -------------------- | -------------------- | -------------------- | -------------------- | -------------------- | -------------------- | ---------------------- |
| 1999                                                       | Who Needs Pictures - Gravadora: Arista Nashville                       | 13                   | 102                  | 12                   | —                    | —                    | —                    | - CAN: Ouro            |
| 2001                                                       | Part II - Lançamento: 29 de Maio de 2001 - Gravadora: Arista Nashville | 3                    | 31                   | —                    | —                    | —                    | —                    | - CAN: Ouro            |
| 2003                                                       | Mud on the Tires - Gravadora: Arista Nashville                         | 1                    | 8                    | 4                    | —                    | —                    | —                    | - EUA: 2× Platina      |
| 2005                                                       | Time Well Wasted - Gravadora: Arista Nashville                         | 1                    | 2                    | —                    | 18                   | 11                   | —                    | - CAN: Ouro            |
| 2007                                                       | 5th Gear - Gravadora: Arista Nashville                                 | 1                    | 3                    | 1                    | 5                    | 4                    | 66                   | - EUA: Platina         |
| 2008                                                       | Play - Gravadora: Arista Nashville                                     | 1                    | 9                    | 2                    | 23                   | 7                    | —                    |                        |
| 2009                                                       | American Saturday Night - Gravadora: Arista Nashville                  | 1                    | 2                    | 1                    | 6                    | 3                    | —                    |                        |
| "—" não chegou às paradas ou não foi lançado nessa região. |                                                                        |                      |                      |                      |                      |                      |                      |                        |

### Álbum Natalino
| Ano  | Detalhes                                             | Posições nas paradas | Posições nas paradas | Posições nas paradas | RIAA |
| Ano  | Detalhes                                             | US Country           | US                   | US Holiday           | RIAA |
| ---- | ---------------------------------------------------- | -------------------- | -------------------- | -------------------- | ---- |
| 2006 | Brad Paisley Christmas - Gravadora: Arista Nashville | 8                    | 47                   | 2                    | Ouro |

## Singles
| Ano                                                       | Single                                          | Posições nas paradas | Posições nas paradas | Posições nas paradas | Posições nas paradas | Posições nas paradas | Posições nas paradas | RIAA | Álbum                   |
| Ano                                                       | Single                                          | US Country           | US                   | US Pop               | US AC                | CAN Country          | CAN                  | RIAA | Álbum                   |
| --------------------------------------------------------- | ----------------------------------------------- | -------------------- | -------------------- | -------------------- | -------------------- | -------------------- | -------------------- | ---- | ----------------------- |
| 1999                                                      | "Who Needs Pictures"                            | 12                   | 65                   | —                    | —                    | 11                   | —                    | —    | Who Needs Pictures      |
| 1999                                                      | "He Didn't Have to Be"                          | 1                    | 30                   | —                    | —                    | 6                    | —                    | —    | Who Needs Pictures      |
| 2000                                                      | "Me Neither"                                    | 18                   | 85                   | —                    | —                    | 21                   | —                    | —    | Who Needs Pictures      |
| 2000                                                      | "We Danced"                                     | 1                    | 29                   | —                    | —                    | —                    | —                    | —    | Who Needs Pictures      |
| 2001                                                      | "Two People Fell in Love"                       | 4                    | 51                   | —                    | —                    | —                    | —                    | —    | Part II                 |
| 2001                                                      | "Wrapped Around"                                | 2                    | 35                   | —                    | —                    | —                    | —                    | —    | Part II                 |
| 2002                                                      | "I'm Gonna Miss Her (The Fishin' Song)"         | 1                    | 29                   | —                    | —                    | —                    | —                    | —    | Part II                 |
| 2002                                                      | "I Wish You'd Stay"                             | 7                    | 57                   | —                    | —                    | —                    | —                    | —    | Part II                 |
| 2003                                                      | "Celebrity"                                     | 3                    | 31                   | —                    | —                    | —                    | —                    | —    | Mud on the Tires        |
| 2004                                                      | "Little Moments"                                | 2                    | 35                   | —                    | —                    | —                    | —                    | —    | Mud on the Tires        |
| 2004                                                      | "Whiskey Lullaby" (com Alison Krauss)           | 3                    | 41                   | —                    | —                    | 6                    | —                    | Ouro | Mud on the Tires        |
| 2004                                                      | "Mud on the Tires"                              | 1                    | 30                   | —                    | —                    | 1                    | —                    | Ouro | Mud on the Tires        |
| 2005                                                      | "Alcohol"                                       | 4                    | 28                   | 42                   | —                    | 6                    | —                    | Ouro | Time Well Wasted        |
| 2005                                                      | "When I Get Where I'm Going" (com Dolly Parton) | 1                    | 39                   | 72                   | —                    | 2                    | —                    | Ouro | Time Well Wasted        |
| 2006                                                      | "The World"                                     | 1                    | 45                   | 81                   | —                    | 1                    | —                    | —    | Time Well Wasted        |
| 2006                                                      | "She's Everything"                              | 1                    | 35                   | 47                   | —                    | 1                    | —                    | Ouro | Time Well Wasted        |
| 2007                                                      | "Ticks"                                         | 1                    | 40                   | 48                   | —                    | 1                    | 33                   | Ouro | 5th Gear                |
| 2007                                                      | "Online"                                        | 1                    | 39                   | 89                   | —                    | 1                    | 50                   | —    | 5th Gear                |
| 2007                                                      | "Letter to Me"                                  | 1                    | 40                   | 81                   | —                    | 1                    | 51                   | —    | 5th Gear                |
| 2008                                                      | "I'm Still a Guy"                               | 1                    | 33                   | 66                   | —                    | 1                    | 54                   | Ouro | 5th Gear                |
| 2008                                                      | "Waitin' on a Woman"[A]                         | 1                    | 44                   | —                    | —                    | 1                    | 59                   | —    | 5th Gear                |
| 2008                                                      | "Start a Band" (com Keith Urban)                | 1                    | 55                   | —                    | —                    | 1                    | 51                   | —    | Play                    |
| 2009                                                      | "Then"[B]                                       | 1                    | 28                   | —                    | 26                   | 1                    | 52                   | Ouro | American Saturday Night |
| 2009                                                      | "Welcome to the Future"[C]                      | 14                   | 92                   | —                    |                      | 6                    | 76                   |      | American Saturday Night |
| 2009                                                      | "American Saturday Night"                       | 2                    | 67                   | —                    | —                    | *                    | 66                   |      | American Saturday Night |
| 2010                                                      | "Water"                                         | 1                    | 42                   | —                    | —                    | *                    | 54                   |      | American Saturday Night |
| 2010                                                      | "Anything Like Me"                              | 1                    | 48                   | —                    | —                    | *                    | 66                   |      | Hits Alive              |
| 2010                                                      | "This Is Country Music"                         | 2                    | 58                   | —                    | —                    | *                    | 67                   |      | This Is Country Music   |
| 2011                                                      | "Old Alabama" (com Alabama)[B]                  | 14                   | 95                   | —                    | —                    | *                    | —                    |      | This Is Country Music   |
| "—" não chegou às paradas ou não foi lançado nessa região |                                                 |                      |                      |                      |                      |                      |                      |      |                         |